# The Punisher (NES)
The Punisher es un videojuego de 1990 desarrollado por  Beam Software y lanzado por LJN, protagonizado por Marvel Comics antihéroe, el Punisher. Es uno de los pocos NES Matamarcianos.
En el mismo año, también hubo The Punisher videojuego para los sistemas Amiga y DOS, no relacionado con este y lanzado por MicroProse.

## Trama
El origen de The Punisher se ha alterado ligeramente del de los cómics originales, en el juego The Punisher es un ex detective en lugar de un Infantería de Marina de los Estados Unidos que sirvió en la Guerra de Vietnam.

## Jugabilidad
El jugador controla al personaje de Punisher desde un perspectiva en tercera persona a través de varias Ciudad de Nueva York, disparando a matones y luchando contra supervillanos Hitman, Jigsaw, el coronel Kliegg, Sijo Kanaka y Assassin como jefes. El jefe final es el Kingpin. Los potenciadores se pueden obtener disparándolos en pantalla e incluyen munición adicional, un botiquín médico, Kevlar, una bazooka, una ametralladora y granadas.
A veces aparecen periódicos Daily Bugle que dan consejos al jugador.

## Recepción
Fred Rojas de Gamminghistory101 expresó que estaba bastante impresionado con la destreza gráfica del juego y también elogió lo que consideró una adición interesante al formato tradicional de pistola ligera y el elemento de lucha, que es clave para completar dos de las batallas de jefes, que requiere que el jugador tenga más que habilidades de tiro. Por el contrario, criticó la falta de música en el juego y declaró:

Todos los niveles parecen inquietantemente silenciosos y el saxofonista que aparece en los momentos y lugares más extraños proporciona el único descanso de la acción, pero su canción no es lo suficientemente interesante ni hay ningún incentivo para mantenerlo con vida.

Rojas también criticó la batalla del jefe con Kingpin por ser frustrantemente difícil, pero al final consideró que el juego era tan impresionante hoy como lo fue cuando salió por primera vez y que es una joya entre la consola inicial de Nintendo.
El crítico de Videogamechoochoo.com, Ryan, expresó su decepción por la decisión de los desarrolladores de encerrar a Frank Castle en la parte inferior de la pantalla y dejar que el jugador lo deslizara, terminando como "uno de los pocos" tiradores de rieles para NES. También declaró:

Es fácil ver por qué: intentar esquivar las balas y colocar la mira con solo el D-pad es una experiencia obtusa y miserable.

Ryan también criticó el juego por su falta de banda sonora:

Hay un tema de título y un tema de menú que se reutiliza para las peleas de jefes, y eso es todo. Los únicos sonidos que te acompañan a través de los niveles son los de disparos y explosiones. De vez en cuando, un hombre de jazz de blues aparecerá y te tocará una melodía de saxofón de 8 bits malhumorada, pero como todo lo demás en el juego, puedes volarlo en pedazos, silenciándolo para siempre.

Continúa aplaudiendo el juego por su descripción precisa del Punisher, la violencia que comete y sus antagonistas. Asimismo, también elogió los gráficos y afirmó que estaba sorprendido de la cantidad de acción que se llevó a cabo en la pantalla al mismo tiempo y agregó que Beam Software puso mucho esfuerzo en el trabajo de los sprites.
Blair Farrell de Comic Gamers Assemble declaró que el juego se habría beneficiado de poder usar el NES Zapper, pero agregó que el diseño del juego agrega más profundidad a la mecánica de disparo simple.

Los controles son bastante fáciles en The Punisher: Mueva el d-pad por la pantalla hasta que se alinee con un objetivo, presione "A" para disparar y "B" para lanzar granadas y otros explosivos. Cuando no mantienes presionado el botón de disparo, el personaje de Punisher se moverá hacia la izquierda y hacia la derecha por la pantalla, lo que permitirá al jugador esquivar algunos proyectiles y fuego enemigo entrante, lo que aumentará tus posibilidades generales de supervivencia. Si Beam hubiera hecho de este un simple juego de armas ligeras, esta mecánica sería inexistente o se controlaría torpemente tanto con la pistola como con un controlador. Al agregar un movimiento simple, agrega profundidad a lo que podría haber sido una experiencia bastante superficial.

## Port para Game Boy
En 1991, el juego fue portado a Game Boy. La versión de Game Boy, titulada The Punisher: The Ultimate Payback, tenía varias diferencias, incluida la aparición de Spider-Man.